# 滨湖奎茨多夫
滨湖奎茨多夫（德語：Quitzdorf am See），是德国萨克森州的市镇，隶属于格尔利茨县。总面积为36.34平方千米，截至2023年12月31日总人口为1,229人。